# Don Brewer
Don Brewer (Flint, Michigan, 3. rujna 1948.) je američki bubnjar u grupi Grand Funk Railroad.